# Aluche
Aluche – stacja metra w Madrycie, na linii 5. Znajduje się w dzielnicy Latina, w Madrycie i zlokalizowana jest pomiędzy stacjami Eugenia de Montijo i Empalme. Została otwarta 4 lutego 1961.